# Masayu Kimoto
Masayu Kimoto (jap. 木本 全優, Kimoto Masayu; * 1987 in der Präfektur Hyōgo) ist ein japanischer Balletttänzer. Er war von 2006 bis 2008 Mitglied des Semperoper Balletts in Dresden und ist seit 2008 Tänzer des Balletts der Wiener Staatsoper und Volksoper Wien. Seit 2017 ist er dort Erster Solotänzer des Wiener Staatsballetts.

## Leben und Wirken
Masayu Kimoto absolvierte seine Ausbildung bei der Ballettschule des Nakata Ballet Theater, der Ecole Supérieure de Danse de Cannes sowie dem Conservatoire National Supérieur de Musique et de Danse de Paris. 2006 wurde er Mitglied beim Semperoper Ballett in Dresden und 2008 wurde er beim Ballett der Wiener Staatsoper und der Volksoper Wien engagiert. 2011 stieg er zum Halbsolisten sowie 2013 zum Solisten auf, ehe er 2017 unter Direktor Manuel Legris zum ersten Solotänzer ernannt wurde.
Im Zuge des Neujahrskonzerts der Wiener Philharmoniker 2019 war er gemeinsam mit Kiyoka Hashimoto zur Musik von Künstlerleben von Johann Strauss Sohn in der Wiener Staatsoper sowie zu Csárdás aus der Oper Ritter Pásmán auf Schloss Grafenegg zu sehen. Auch bei den Neujahrskonzerten 2021, 2022 und 2024 war er in der Ballettproduktion zu sehen.

## Repertoire als Tänzer (Auswahl)
- James in La Sylphide (Choreographie: Pierre Lacotte)
- Basil in Don Quixote (Choreographie: Rudolf Nurejew)
- Prinz Siegfried in Schwanensee (Choreographie: Rudolf Nurejew)
- Jean de Brienne und Bernard de Ventadour in Raymonda (Choreographie: Rudolf Nurejew)
- Pastorale in Der Nussknacker (Choreographie: Rudolf Nurejew)
- Herzog Albrecht und Ein Bauernpaar in Giselle (Choreographie: Elena Tschernischova)
- Romeo in Roméo et Juliette (Choreographie: Davide Bombana)
- Lenski in Onegin (Choreographie: John Cranko)
- Birbanto in Le Corsaire (Choreographie: Manuel Legris)
- Aminta in Sylvia (Choreographie: Manuel Legris)
- Franz in Coppélia (Choreographie: Pierre Lacotte)
- Alain in La Fille mal gardée (Choreographie: Frederick Ashton)
- Gaston Rieux und Des Grieux in Die Kameliendame (Choreographie: John Neumeier)
- König in Dornröschen (Choreographie: Martin Schläpfer)

## Auszeichnungen
- 2018: Förderpreis des Ballettclub der Wiener Staatsoper & Volksoper

## Persönliches
Seit 2012 ist er mit der japanischen Tänzerin Kiyoka Hashimoto, die ebenfalls am Wiener Staatsballett tanzt, verheiratet.